# 大彦速命
大彦速命（おおひこはやのみこと、生没年不詳）は、『粟鹿大明神元記』に記された古墳時代の豪族。

## 概要
垂仁天皇の時、但馬国の粟鹿の嶺に大国主神の子・天美佐利命という荒ぶる神がいた。姿を雲紫のように変化させ、自由に空中を駆けていた。坂を通る人が10数人あれば10人を殺し5人を往かせた。20人が往来すると、10人を殺し10人を往かした。このような例は、1回や2回だけではなかった。それから数年を経た時、大彦速命が、朝廷に天美佐利命を祭ることを望み、この神の様子を報告した。そこで、朝廷より幣帛などを賜り、祭祀を行った。また、粟鹿嶺の白鹿、その角の間に粟が生えていた。それで、粟鹿大神と名付けた。これ以降、人々は安心して過ごせるようになり、国内は災難がなくなり、穀物も豊かに実るようになったという。